# Tijuca (Teresópolis)
Tijuca é um bairro de classe alta e classe média-alta de Teresópolis, cidade localizada no interior do estado do Rio de Janeiro.

## Demografia
De acordo com o Instituto Brasileiro de Geografia e Estatística (IBGE), sua população no ano de 2010 era de 3 810 habitantes, sendo 2 054 mulheres (53.9%) e 1 756 homens (46.1%), possuindo um total de 1 803 domicílios.

## Infraestrutura
No bairro, há a Praça da Juventude, propriedade do governo municipal.

## Topônimo
"Tijuca" é um nome com origem na língua tupi e significa "água podre", de ty ("água") e îuk ("podre").